# Spoorlijn 112A
Spoorlijn 112A was een Belgische spoorlijn die Roux met Piéton verbond, de spoorlijn was 10,0 km lang.

## Geschiedenis
De lijn werd in verschillende fases geopend, Roux - Courcelles-Centre op 23 mei 1874, Courcelles-Centre - Trazegnies op 1 februari 1873 en Trazegnies - Piéton op 1 januari 1869. Reizigersverkeer werd opgeheven in 1984 en tussen 1987 en 1992 werd de lijn gesloten en opgebroken.

## Huidige toestand
De lijn is volledig opgebroken

## Aansluitingen
In de volgende plaatsen was er een aansluiting op de volgende spoorlijnen:
Roux
Spoorlijn 124 tussen Brussel-Zuid en Charleroi-Centraal
Spoorlijn 124A tussen Luttre en Charleroi-Centraal
Wilbeauroux
Spoorlijn 121 tussen Lambusart en Wilbeauroux
Courcelles-Centre
Spoorlijn 266 tussen Monceau en Fosse 6
Trazegnies
Spoorlijn 120 tussen Luttre en Trazegnies
Spoorlijn 249 tussen Trazegnies en Fosse 6
Spoorlijn 254 tussen Bascoup en Trazegnies
Piéton
Spoorlijn 110 tussen Piéton en Bienne-lez-Happart
Spoorlijn 112 tussen Marchienne-au-Pont en La Louvière-Centrum
Spoorlijn 113 tussen Manage en Piéton
Spoorlijn 250 tussen Piéton en Fosse 8